# Museum der Marineschule Ainaži
Das Museum der Marineschule Ainaži ist eine Außenstelle des Museums für die Geschichte Rigas und der Schifffahrt. Es erinnert an Anfänge der ersten lettischen und estnischen Marineschule und ihre Bedeutung für die Seefahrt in beiden Ländern. Das Museum zeigt die Geschichte der Marineschule und des Baus von Segelschiffen an der livländischen Küste vom frühen 19. bis zum 20. Jahrhundert.

## Geschichte
In der kleinen Stadt Ainaži gründeten örtliche Seeleute unter der Führung des Seefahrtenthusiasten Krišjānis Valdemārs 1864 die erste Marineschule an der livländischen Küste. Neben dem Drängen von Krišjānis Valdemārs um Mittel durch den zaristischen Hof, konnten auch durch Spenden, die teilweise auch von aktiven Seefahrern selbst kamen, mittellose Bauernsöhne aus Estland und Lettland die Schule kostenlos besuchen und die notwendigen Kenntnisse über die Seefahrt erwerben.
Das Museum ist den estnischen und lettischen Kapitänen und Steuermännern und deren Ausbildung gewidmet, die seit der Einrichtung der Schule die Meere befahren.
Der ehemalige Direktor des Museums für Geschichte und Revolution in der Lettischen SSR, Jānis Skolis, schlug Ende der 1960er Jahre vor, das ehemalige Gebäude der Marineschule zu restaurieren und darin ein Museum einzurichten. Dieser Vorschlag traf in den Nachbargemeinden Ainaži und Limbaži auf ein positives Echo. Am 18. Dezember 1968 ordnete das Kulturministerium der damaligen Lettischen SSR die Einrichtung eines Museum der Marineschule Ainazi an, die Anordnung enthielt die Anweisung, das Museum als Zweigstelle des Museums für die Geschichte Rigas und der Schifffahrt einzurichten. Zum Museumsgebäude wurde das ehemalige Wohnhaus von Juris Veide, einem lettischen Seefahrer und Reedereibesitzer, bestimmt, da dieses historische Gebäude noch aus den Anfangszeiten der Marineschule stammte, die finanziellen Mittel wurden von den lettischen „Brīvais Vilnis“, „Enkurs“ und der estnischen „Kalur“ Fischkolchose bereitgestellt. Für die Restaurierungsarbeiten war der staatliche landwirtschaftliche Produktionsbetrieb „Ainaži“ zuständig.
Die ersten Besucher konnten bereits am 20. Juli 1969 begrüßt werden. Neben den Exponaten über die Seefahrtschule und deren Auswirkungen auf die Seefahrt Lettlands würdigt das Museum auch den Beitrag des Museums für die Geschichte der Stadt Riga und der Seefahrt und deren langjährige Direktorin Līvija Blūmfeld und deren Stellvertreterin für den Bereich Seefahrt Beāta Krajevska, den Mitarbeitern der Schifffahrtsabteilung des Museums sowie der ehemaligen langjährigen Mitarbeiter des Ainaži-Museums Arvīds und Velta Vētras.
Inzwischen umfasst die Sammlung des Museums mehr als 10 000 Objekte.

## Dauerausstellung
Die Dauerausstellung im Museum ist der lettischen Seefahrt, der Seefahrtschule und dem Schiffsbau an der livländischen Küste gewidmet. Der Nachbau eines Klassenzimmers kann von den Besuchern genau so bestaunt werden, wie eine Wachsfigur von Christian Dahl, lettisch Kristiāns Dāls dem ersten Direktor der Schule. Im Klassenzimmer werden neben der Schulbank auch die Schreibhefte der Schüler gezeigt. Die Diplomarbeiten, Diplome und Lehrbücher der Schüler, die später als Kapitäne und Steuermänner zur See fuhren, werden dagegen geschützt in den Vitrinen gezeigt. In anderen Abteilungen werden Messinstrumente aus dem Zeitalter der Segelschiffe, wie Sextanten, Oktanten, Kompasse präsentiert, aber auch einfache Werkzeuge der Seefahrer und Schiffsbauer können besichtigt werden. Ein weiterer Schwerpunkt bildet der Bau von Segelschiffen an der livländischen Küste während des 19. und bis Mitte des 20. Jahrhunderts, dabei wird der Bauprozess von der Kiellegung bis zur Schiffstaufe, unter anderem mit Hilfe historischer Fotos, und die Auswirkungen auf die Handwerker wie Schmiede, Zimmerleute oder Seilmacher in den küstennahen Regionen gezeigt. Auch einige Modelle von bekannten Schiffen der livländischen Werften werden zusammen mit ihrer Geschichte gezeigt.
Im Außengelände werden neben Büsten und Skulpturen wichtiger Persönlichkeiten der Seefahrtschule wie Krišjānis Valdemārs, Juris Veide, Andrejs Veide und Jānis Miķelsons Gegenstände wie Anker, Bojen, Schiffsschrauben und Seeminen gezeigt.

## Sonderausstellungen
Das Museum hat nicht nur eine Dauerausstellung, sondern präsentiert auch Schwerpunktthemen. Im Jahr 2024 lautet das Motto: Einwohner von Ainazi – Schüler der Seefahrtschule Ainaži Bei dieser Ausstellung werden die Auswirkungen der Schule und ihrer Schüler auf die Stadt und ihre Umgebung beleuchtet. So wurde der Ausbau der Infrastruktur vorangetrieben, wie Hafen- und Eisenbahnbau aber auch neue Handwerksbetriebe entstanden. Die erfolgreichen Kapitäne und Reeder waren aber auch in der Lage, repräsentative Häuser zu bauen.

## Unterstützer des Museums (Auswahl)
- Seemannsgewerkschaft der lettischen Handelsmarine
- Lettische Seefahrtsunion
- Lettische Industrie- und Handelskammer